# Masques (Debussy)

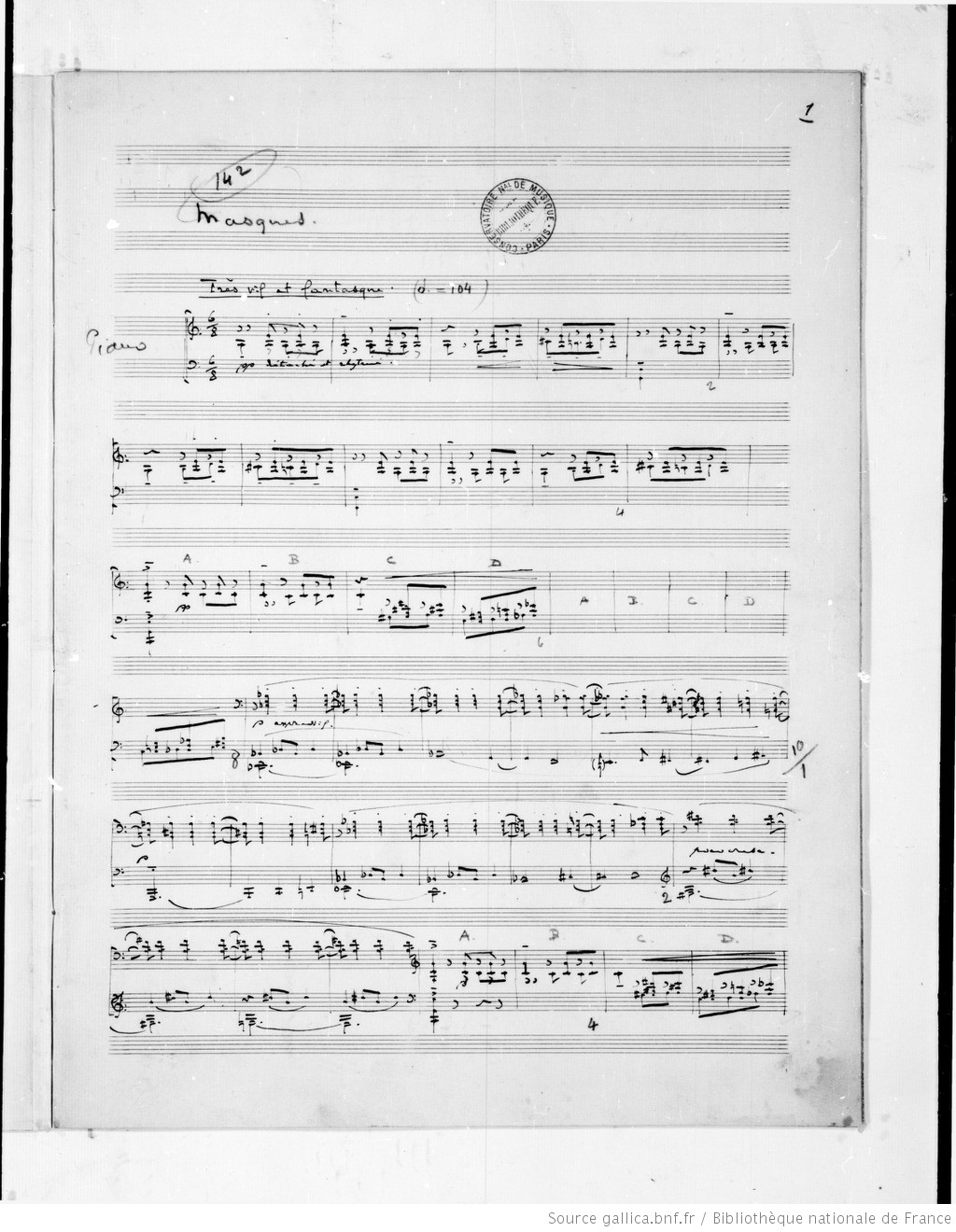
Masques de Claude Debussy, primera página del manuscrito autógrafo (1904).

Masques en la menor es una pieza para piano de Claude Debussy. Compuesta en julio de 1904, fue estrenada el 18 de febrero de 1905 por Ricardo Viñes en la Salle Pleyel de París. Su escritura es oscura y tenso, y de inspiración hispanizante reflejan su difícil separación con Lilly Texier, su primera esposa. Acerca de su referencia formal en la Commedia dell'arte, le dijo Marguerite Long: «esto no es la comedia italiana, pero sí la dimensión trágica de la existencia».

## Estructura
- Très vif et fantasque (6/8) - Cédez un peu (en sol bemol mayor) - Tempo I -